# 莫塔-迪利文扎
莫塔-迪利文扎（義大利語：Motta di Livenza），是意大利威尼托大区特雷维索省的一个市镇。总面积37平方公里，人口10663人，人口密度288.2人/平方公里（2009年）。国家统计（ISTAT）代码为026049。

## 友好城市
- 法國 利勒茹尔丹